# Tupelo Soul
Tupelo Soul est un groupe de post-punk français, originaire de Rouen, en Seine-Maritime. Formé en 1984 qui aura une grande influence sur la scène locale, avant de se séparer en 1998.

## Biographie
Les Flics se forment en 1979 pour avancer sur la voie tracée par Public Image Ltd. ou Wire. Les premiers membres (Christian Rosset, Bruno Lefaivre et Lilian Picard) se rencontrent au lycée Jeanne d’Arc, vivier rouennais d’artistes. Le groupe fréquente le légendaire magasin Mélodie Massacre où ils font la connaissance de Philippe Brossard alors étudiant à l'École des beaux-arts de Rouen. Il remplace Lilian au sein des Flics lorsque celui-ci arrête la musique. Hédi Bouachour en provenance du Havre est recruté pour assurer le chant et l’écriture des textes en 1984. Le quatuor ainsi formé hésite entre quelques appellations pour se fixer sur Tupelo Soul, en référence aux frères Presley et à un morceau de John Lee Hooker repris par Nick Cave and the Bad Seeds.
Dès les premiers concerts des Flics, le groupe se forge une réputation grâce à leur fureur scénique et leurs compositions aussi brutes que ciselées. Ils partagent des scènes avec les Dogs, The Fall, Virgin Prunes, Danielle Dax, Certain General, Minimal Compact, Moe Tucker, 999 et Damo Suzuki... entre autres. Cette première mouture du groupe dont différents membres sont impliqués dans des projets parallèles (Dogs, Tony Truand, Louise Féron, Les Rythmeurs, Les Gloires Locales...) se dissout en 1998. Tupelo Soul se reforme en 2008 avec Nicolas Legrand (Roll Mops, Pleum, Vomir) à la basse et Thibault Aspe (2/3 de Sextet, Yplon) au chant et à la guitare. En 2016 dort la compilation Rouen Explosion Rock 1980-1990 sur laquelle est inclus entre autres Tupelo Soul.

## Discographie
- 1982 : Isolation intellectuelle (sous le nom de Blameless Act) (1982, fanzine + 45 tours, Sordide Sentimental)
- 1983 : Flics (EP 4 titres - CD novembre 2015 - Smap Records)
- 1986 : Tu préfères le silence (cassette, Blameless Act)
- 1987 : Underground (compilation)
- 1989 : Tupelo Soul (Blameless Act/New Rose)
- 1989 : Sargasses (Blameless Act/New Rose)
- 1994 : Floev (Blameless Act)
- 1995 : Reasons Against Racism 2 (compilation, On a Faim)
- 1997 : Kama (démo un titre, Blameless Act)
- 1999 : Pudding (compilation, On a Faim)
- 2003 : Ramones Addicts (compilation, Timber Records)
- 2009 : Poscard 2 (compilation, Impérial Bedroom Records)

## Membres
- Lilian Picard - textes, basse, chant (1979-1983)
- Hédi Bouachour - textes, chant, guitare (1984-1998)
- Christian Rosset - guitares, slide, piano (1984-1999)
- Philip Brossard - basse, voix, guitare (1984-1998)
- Bruno Lefaivre - batterie (1984-1999, 2008)
- Thibault Aspe - chant, guitare (2008 - 2011)
- Nicolas Legrand - basse, voix (2008 - 2011)